# Paluh Sibaji
Paluh Sibaji is een bestuurslaag in het regentschap Deli Serdang van de provincie Noord-Sumatra, Indonesië. Paluh Sibaji telt 3716 inwoners (volkstelling 2010).